# Madagaskarsmådopping
Madagaskarsmådopping (Tachybaptus pelzelnii) är en fågel i familjen doppingar inom ordningen doppingfåglar som enbart förekommer på Madagaskar.

## Kännetecken
Madagaskarsmådopping är en liten dopping (25 cm) med tydligt tecknat ansikte. I häckningsdräkt har den en svart hätta och ett svart streck nerför nacken, rödaktiga örontäckare och halssida, grå kinder och hals samt en vitaktig linje under ögat mellan hättan och örontäckarna. Ögonen är (till skillnad från den numera utdöda alaotradoppingen) röda, näbben svart med en ljusare spets, undersidan blekbrun och ryggen mörkt gråbrun. Lätet påminner om smådoppingens drillande, möjligen djupare.

## Utbredning och status
Madagaskarsmådopping är fortfarande vitt spridd och relativt vanlig på västra och centrala Madagaskar, men den tros ha minskat kraftigt. Från några platser har den försvunnit på grund av en kombination av att den utsatts för introducerade fiskarter, fastnat i nät och drabbas av habitatförlust när dess levnadsmiljö används för risodling. Möjligen återstår endast 1 500-2 500 individer. Troligen kommer denna minskning fortsätta på grund av utfiskning och omvandling av våtmarker till jordbruksmark. Internationella naturvårdsunionen IUCN kategoriserade arten fram till 2018 som sårbar, men uppgraderade den då tillstarkt hotad.
Introducerade fiskar som försämrar artens levnadsförhållanden är bland annat medlemmar av fiskgruppen tilapia. De äter vattenväxterna vilket gör sjön olämplig för fågeln. Öringabborre (Micropterus salmoides) som likaså blev införd på Madagaskar kan döda fågelungar och den är en konkurrent om samma föda.

## Ekologi
Arten lever vanligen i grunda insjöar, dammar och vattenpölar där vattenytan är täckt av näckrosor (släkte Nymphaea). Den besöker även djupare sjöar, långsamflytande floder och områden med bräckt vatten. Enligt uppskattningar äter Madagaskarsmådopping främst insekter som kompletteras med några fiskar och kräftdjur. Fortplantningen sker mellan augusti och mars (enligt en annan studie under hela året) och varje par har ett revir. Däremot är reviret inte stort och flera bon kan ligga nära varandra. Boet är en konstruktion av vattenväxter (eller av växter som hittas vid strandlinjen) som flyter på vattenytan. Per tillfälle läggs tre eller fyra ägg.

## Namn
Fågelns vetenskapliga artnamn hedrar August Pelzel Edler von Pelzeln (1825-1891), österrikisk ornitolog och samlare av specimen.